# SK Odessa
SK Odessa (ukr. Спортивний клуб «Одеса», Sportywnyj Kłub „Odesa”) – ukraiński klub piłkarski z siedzibą w Odessie. Założony w roku 1944 jako OBO Odessa.

## Historia
Chronologia nazw: 
- 1944—1956: OBO Odessa (ukr. ОБО Одеса)
- 1957—1959: SKWO Odessa (ukr. СКВО Одеса)
- 1960—1971: SKA Odessa (ukr. СКА Одеса)
- 1972—1973: Zirka Tyraspol (ukr. «Зірка» Тирасполь)
- 1974—1975: Zespół miasta Tyraspola (ukr. Команда міста Тирасполя)
- 1976—5 kwietnia 1992: SKA Odessa (ukr. СКА Одеса)
- 5 kwietnia 1992—lato 1999: SK Odessa (ukr. СК Одеса)

Zespół został założony w 1944 roku jako wojskowy klub OBO (Okręgowy Budynek Oficerów) w Odessie. W latach 1957—1959 nazywał się SKWO (Sportowy Klub Wojskowego Okręgu), a od 1960 roku SKA (Sportowy Klub Armii). W latach 1957—1959 klub reprezentował miasto Tyraspol (95 km od Odessy). Klub uczestniczył w rozrywkach piłkarskich byłego ZSRR (1958 – 1971, 1976 – 1991): 1239 meczów, 518 zwycięstw, 332 remisy, 389 porażek, różnica bramek 1551 – 1224. W 1965 i 1966 drużyna występowała w ekstraklasie (persza grupa klasy A), zawsze zajmując ostatnie (17 i 19) miejsce.
Po rozpadzie ZSRR na bazie klubu powstał cywilny klub SK Odessa. Od początku rozrywek w niezależnej Ukrainie klub występował w Wyższej Lidze. Po pierwszym sezonie 1992 klub spadł do Pierwszej Lihi. W sezonie 1997/98 oraz 1998/99 klub występował w Drugiej Lidze. Jednak problemy finansowe spowodowały, że w roku 1999 klub rozformowano. Większość piłkarzy przeszła do drugiego odeskiego klubu Czornomorec, tworząc zespół Czornomorec-2 Odessa, który występował do 2004 roku w rozrywkach ligi ukraińskiej, a później zmienił swój status na amatorski i występował w miejskich rozrywkach piłkarskich.

## Sukcesy
- 10 miejsce w Wyższej Lidze (1 x):

1992

## Trenerzy od lat 50.
- 08.1952–1960:  Siergiej Szaposznikow
- 1961:  Ilia Lobżanidze
- 1962:  Matwij Czerkaski
- 1963–1965:  Wiktor Fiodorow
- 1966–1967:  Aleksiej Mamykin
- 1967:  Siergiej Szaposznikow
- 1968–07.1969:  Konstantin Kwoczak
- 07.1969–1969:  Wałentyn Blinder
- 1970:  Eduard Masłowski
- 1971:  Giennadij Matwiejew
- 1972–1975: reprezentował miasto Tyraspol („Zwiezda”)
- 01.1976–06.1976:  Michaił Jermołajew
- 06.1976–1981:  Wołodymyr Szemelow
- 1982:  Eduard Masłowski
- 1983–1984:  Wołodymyr Kapłyczny
- 1985:  Wiktor Zubkow
- 1986:  Jożef Beca
- 1987–05.1989:  Eduard Masłowski
- 05.1989–07.1989:  Serhij Marusin
- 07.1989–12.1989:  Wołodymyr Hałycki
- 1990:  Aleksandr Tarchanow
- 1991–06.1992: / Serhij Marusin
- 08.1992–12.1992:  Wołodymyr Smarowoz
- 01.1993–06.1993:  Serhij Żarkow (grający trener)
- 07.1993–06.1994:  Wołodymyr Smarowoz
- 07.1994–06.1997:  Serhij Marusin
- 07.1997–21.08.1997:  Wałerij Melnyk (p.o.)
- 21.08.1997–18.09.1997:  Ołeksandr Szczerbakow (grający trener)
- 18.09.1997–10.1998:  Ołeksandr Hołokołosow
- 10.1998–04.1999:  Ołeksandr Szczerbakow
- 04.1999–06.1999:  Ihor Nakoneczny

## Inne
- Czornomoreć Odessa
- Czornomorec-2 Odessa